# Highcliffe
Highcliffe eller Highcliffe-on-Sea är en ort i civil parish Highcliffe and Walkford, i distriktet Bournemouth, Christchurch and Poole, i grevskapet Dorset, i England. Orten hade 3 456 invånare år 2011. Highcliffe var en civil parish 1897–1932 när blev den en del av Christchurch. Civil parish hade 1 738 invånare år 1931.